# Меркулов, Иван Иосифович
Иван Иосифович Меркулов (1897—1981) — советский учёный и педагог, офтальмолог, доктор медицинских наук, профессор, член-корреспондент АМН СССР (1946).  Заслуженный деятель науки Украинской ССР (1956). Директор НИИ офтальмологии имени Л. Л. Гиршмана (1969—1973). Один из основоположников советской офтальморентгенотерапии.

## Биография
Родился 20 августа 1897 года в селе Кошиблево, Тамбовской губернии.
С 1916 по 1921 год обучался на Харьковском медицинском институте. С 1921 по 1927 год на педагогической работе в Харьковском медицинском институте на преподавательских должностях на кафедре глазных болезней, одновременно с 1925 по 1929 год на клинической работе в глазной клинике этого института в должности ассистента.
С 1927 по 1928 год был направлен в научную командировку в Германию для изучения  вопросов нейроофтальмологии в Лейпцигском физиологическом институте.
С 1929 по 1941 год на научно-клинической работе в Харьковской глазной больнице имени Л. Л. Гиршмана  в должности — заведующего экспериментальным отделением, одновременно с 1928 по 1941 год на научной работе в Харьковском рентгеноонкологическом институте в должности офтальмолога-консультанта. С 1941 по 1944 год на педагогической работе во Фрунзенском медицинском институте в должности  профессора кафедры глазных болезней.  С 1944 по 1973 год на педагогической работе в Украинском институте усовершенствования врачей в должности — заведующего кафедрой глазных болезней и одновременно с 1969 по 1973 год на научно-исследовательской работе в НИИ офтальмологии имени Л. Л. Гиршмана в должности — директора этого института.

### Научно-педагогическая деятельность
Основная научно-педагогическая деятельность И. И. Меркулова была связана с вопросами в области офтальмологии, офтальмоонкологии и нейроофтальмологии, а так же физиологической оптики. Был одним из основоположников советской офтальморентгенотерапии. Под его руководством была разработана методика ранней диагностики, течения и способов лечения злокачественных новообразований орбиты и глаза. С 1949 по 1973 год он являлся — членом Правления Всеукраинского и Всесоюзного и председателем Харьковского научных офтальмологических обществ. С  1947 года он являлся депутатом Харьковского областного Совета депутатов трудящихся.
В 1940 года защитил диссертацию на соискание учёной степени доктор медицинских наук по теме: «О злокачественных новообразованиях орбиты», в этом же году ему была присвоена учёная степень профессора. В 1946 году он был избран член-корреспондентом АМН СССР. Под руководством И. И. Меркулова было написано около ста пятидесяти научных работ, в том числе семи монографий. Под его руководством было защищено около 27 докторских и кандидатских диссертаций.
Скончался 19 июля 1981 года в Харькове.

## Награды
- Орден Ленина
- Орден Трудового Красного Знамени
- Заслуженный деятель науки Украинской ССР (1956)